# Do It for Your Lover
Do It for Your Lover é uma canção do cantor Manel Navarro. Ele irá representar a Espanha no Festival Eurovisão da Canção 2017.
O videoclipe da música foi gravado em diferentes locais na costa de Tenerife.